# Lepyrodia leptocaulis
Lepyrodia leptocaulis är en gräsväxtart som beskrevs av Lawrence Alexander Sidney Johnson och O.D.Evans. Lepyrodia leptocaulis ingår i släktet Lepyrodia och familjen Restionaceae. Inga underarter finns listade i Catalogue of Life.